# Cucullia syrtana
Cucullia syrtana là một loài bướm đêm thuộc họ Noctuidae.
Con trưởng thành bay từ tháng 11 đến tháng 4. Có thể có một lứa một năm. Ấu trùng có lẽ ăn các loài Launaea.